# Mod Squad
Pour plus de détails, voir Fiche technique et Distribution.
Mod Squad (The Mod Squad) est un film américain réalisé par Scott Silver et sorti 1999. Il est basé sur la série télévisée La Nouvelle Équipe.

## Synopsis
À Los Angeles, Julie Barnes, Peter Cochran et Lincoln Hayes, sont tous les trois des délinquants qui ont choisi de devenir des flics en civil spécialisés en infiltration, au lieu de purger leurs peines de prison. Quand leur supérieur, le capitaine Adam Greer, la seule personne qui leur fait confiance, est assassiné un soir sous un pont, le trio pense d'abord que ce dernier est un ripou, avant de découvrir en réalité que leur capitaine a été piégé. Étant devenus les principaux suspects, ils vont enquêter pour trouver les coupables de ce meurtre et aussi prouver leur innocence.

## Fiche technique
- Titre original : The Mod Squad
- Titre québécois : Mod Squad
- Réalisation : Scott Silver
- Scénario : Scott Silver, Buddy Ruskin
- Direction artistique : Andrew Max Cahn
- Décors : Patrick Sherman
- Costumes : Arianne Phillips
- Photographie : Ellen Kuras
- Montage : Dorian Harris
- Musique :
- Casting : Christine Sheaks
- Production : Tony Ludwig
- Sociétés de production : Metro-Goldwyn-Mayer
- Sociétés de distribution : United International Pictures
- Budget : 50 millions de dollars
- Pays de production :  États-Unis
- Langue originale : anglais
- Format : Couleur - son DTS
- Genre : Action, Policier
- Durée : 90 minutes
- Dates de sortie :
  - France : 23 juin 1999
  - États-Unis : 26 mars 1999

## Distribution
- Claire Danes (V. F. : Barbara Kelsch) : Julie Barnes
- Giovanni Ribisi (V. F. : Damien Witecka) : Peter Cochran
- Omar Epps (V. F. : Lucien Jean-Baptiste) : Lincoln Hayes
- Josh Brolin (V. F. : Guillaume Orsat) : Billy Waites
- Dennis Farina : Capitaine Adam Greer
- Steve Harris : Briggs
- Richard Jenkins : (V. F. : François Siener) : Détective Bob Mothershed
- Bodhi Elfman (V. F. : Pierre Laurent) : Gilbert O'Reiley
- Michael O'Neill (V. F. : Saïd Amadis) : Détective Carl Greene
- Michael Lerner (V. F. : Roger Lumont) : Howard

Source et légende : Version française (V. F.) sur AlloDoublage